# アイマスタジオ
『アイマスタジオ』は、バンダイナムコゲームスのコンピュータゲーム『THE IDOLM@STER』シリーズに関連したインターネットラジオ番組である。2011年4月8日から2016年2月20日の毎週金曜日に、HiBiKi Radio Stationにて配信されていた。パーソナリティは、天海春香役の中村繪里子と如月千早役の今井麻美。

## 概要
正式配信開始に先立ち『アニメ「アイドルマスター」ラジオ（仮）』として、プレ配信が3回実施された。また、『アイマスタジオ サテライトステーション』というタイトルで、ニコニコ生放送での生放送も行われている。
当初はテレビアニメ『THE IDOLM@STER』の関連番組として開始されたものの、第75回からはリニューアルが行われ、アニメだけでなく『アイドルマスターシリーズ』としての番組となった。これに合わせて、番組バナーから「TVアニメ」の文字が削除された。
当初は1、2ヶ月に1人のペースでゲストを呼んでいたが、2012年8月3日放送の第70回の公開録音『みんなとすごす夏休み with えりっくくらぷとりん』から約1年間ゲストの出演は無かった。2013年7月5日放送の第118回以降から逆に高い頻度でゲストを呼ぶようになり、主に『シンデレラガールズ』『ミリオンライブ!』から2人ずつ2週連続出演する形となっている。但し、2週目は建前上ゲストの2人がパーソナリティで中村、今井がゲストという扱いが多い。
2014年10月3日放送の第183回以降、2週連続ゲストの2回目はパーソナリティの出演作に合わせて『シンデレラスタジオ』『ミリオンスタジオ』として放送されていることもある。アイマスタジオの通算回数にはカウントされる。基本仕様はアイマスタジオと同じだがタイトル・ジングル・台本の一部が異なる。
2016年2月20日、ニコニコ生放送で「アイマスタジオ 特別最終回」を放送し、約5年の放送に幕を下ろす。
2020年8月1日には、「アイドルマスター」15周年を記念した特別番組「M@STER WEEKEND☆」が放送され、特別企画『765ラジオ復活祭！』として1日限りの特別番組が放送された。ニコニコ生放送とYouTubeで配信が行われた。

## コーナー
オープニングプロデュース！
番組のタイトルコールの設定や役作りなどを募集しパーソナリティーが指示通りタイトルコールをする。
うのより
普通のおたよりを紹介。第27回までのコーナー名は「ふつおた」だった。由来は普通のおたよりから「ふつおた」の4字を取った残り。
かってにPの部屋
アニメの公式ホームページのコーナー『Pの部屋』をラジオ上でする。
THE ipedi@
10周年記念にアイマス辞書「THE ipedi@」を作るため、辞書に載せる項目と説明を頭の文字ごとに募集する。文字は募集回の放送中にくじで引く。
番組終了に伴い、第252回に中村・今井・スタッフが残っていた41文字を急いで埋め完成した。
オレディオコメンタリー
再放送中のアニメ『アイドルマスター』を見て、本放送当時の思い出や新たな感想などを紹介する。
検定! アイマス脳!
普段の生活で、全くアイマスと関係のない物とアイマスを繋げてしまった症例を紹介する。
アイドル24時!
リスナーから送られた、アイドルマスターの登場人物が「いつ」「どこで」「だれが」「何をしていた」かを紹介。
偽春香・偽千早のコーナー
普通の春香・千早であれば言わないであろうことを募集し、それに中村・今井が声を当てる。
オール765ニッポン
765プロのアイドル達が担当していそうなラジオ番組を紹介。
かってにリアル765プロ
勝手にリアル765プロ企画や新しいグッズを考える。
380プロファイリング
読みは「みばえプロファイリング」。アイドルマスターの登場人物の外見からその人物の性格などを推測。
えりりん・ミンゴスの萌え萌えラブリー放送局
通称ぶら下がりのコーナー。えりりん（中村）・ミンゴス（今井）・ゲストが萌えボイスでリスナーを萌え萌えさせる番組。
えりりん・ミンゴスの部分は放送回のパーソナリティのニックネームが入る。開始当初はほぼ毎週やっていたが中期以降はゲスト回と特別最終回のみ放送。
アイマス百人一首〜ちはやぶら
アイドルマスターの登場人物を絡めた百人一首を紹介。
（偽）番組予告
勝手に作ったアニメの番組予告を紹介。
im@stter
アニメの感想を「某つぶやきサイト風」に紹介。
絶対私ナンバー1!
リスナーから送られてきた、絶対に（そのリスナーが）世界一であると考えていることを紹介。
合間スタジオ
アニメスタッフに対する質問などを送る。
GO To THE NEXT STAGE
アニメの最終回の後の続きを考える。
GO TO THE 山野ホール
公開録音のコーナーや、販売するグッズを考える。
新コーナーオーディション
リスナーに募集した第75回のリニューアル後に行うコーナー案を紹介。
ボツを撮っちゃいm@ster!?
『アイドルマスター グラビアフォーユー!』で意図せず撮れた「ボツ写真」を紹介。
アイ街ック天国
「アイマスな風景」を紹介。
川田先生・森下先生
これまでの『THE IDOLM@STER』シリーズ内の登場人物ではない「川田先生」「森下先生」が番組の主題歌『アエイウエオア!』の歌詞に登場することから、リスナーの回りのユニークな先生を紹介。
アイマス もじ？ぴったん
アイドルマスターに関係した言葉をもじったものを紹介。
ブンケイP presents これを食べさせたい！
リスナーに募集した中村・今井に食べてもらいたいものを番組内で紹介し2人がそれを食べる。
ぷちますぷちコメ
アニメ『ぷちます! -プチ・アイドルマスター-』の感想をぷち達とPを合わせた人数の15文字以内で紹介。当初は13文字以内で募集していた。

## ゲスト
アイマスタジオ
HiBiKi Radio Stationにて配信。
- 下田麻美（双海亜美、双海真美 役：第7回、第163回、第164回、第187回、第194回、第195回）
- 浅倉杏美（萩原雪歩 役：第7回、第35回、第194回、第195回、第196回、第197回）
- 長谷川明子（星井美希 役：第12回、第138回、第163回、第164回、第200回）
- 仁後真耶子（高槻やよい 役：第16回、第59回、第144回、第159回、第160回、第196回、第197回）
- たかはし智秋（三浦あずさ 役：第19回、第49回）
- 若林直美（秋月律子 役：第20回、第136回、第137回）
- 原由実（四条貴音 役：第24回、第70回、第186回）
- 沼倉愛美（我那覇響 役：第29回、第63回）
- 平田宏美（菊地真 役：第30回、第70回、第159回、第160回）
- 赤羽根健治（プロデューサー 役：第37回、第151回、第152回、第234回）
- 錦織敦史（テレビアニメ・監督：第47回、第48回、第161回、第162回）
- トロ・クロ（週刊トロ・ステーション：第60回）
- 滝田樹里（音無小鳥 役：第68回、第174回）
- 小林（番組ディレクター：第94回、第181回）
- 荒井（番組プロデューサー：第94回）
- 田中文啓 / ブンケイP（ブシロード：第94回）
- 大橋彩香（島村卯月 役：第118回、第119回）
- 佳村はるか（城ヶ崎美嘉 役：第118回、第119回、第169回、第170回、第180回、第181回）
- 麻倉もも（箱崎星梨花 役：第120回、第121回、第140回、第141回、第165回、第166回、第184回、第185回）
- 夏川椎菜（望月杏奈 役：第120回、第121回、第147回、第148回）
- 山崎はるか（春日未来 役：第122回、第123回、第165回、第166回、第180回、第181回、第249回、第250回）
- 田所あずさ（最上静香 役：第122回、第123回）
- 原紗友里（本田未央 役：第124回、第125回、第153回、第154回、第190回、第191回）
- 青木瑠璃子（多田李衣菜 役：第124回、第125回、第192回、第193回）
- 伊藤美来（七尾百合子 役：第126回、第127回、第147回、第148回、第182回、第183回）
- 藤井ゆきよ（所恵美 役：第126回、第127回、第149回、第150回、第208回、第209回）
- 五十嵐裕美（双葉杏 役：第128回、第129回）
- 松嵜麗（諸星きらり 役：第128回、第129回、第190回、第191回）
- 渡部優衣（横山奈緒 役：第130回、第131回、第145回、第146回、第208回、第209回、第246回）
- 山口立花子（百瀬莉緒 役：第130回、第131回）
- 石原章弘（NBGI ディレクター：第132回、第133回、第181回）
- 雨宮天（北沢志保 役：第140回、第141回、第184回、第185回）
- 木戸衣吹（矢吹可奈 役：第142回、第143回、第246回）
- 大関英里（佐竹美奈子 役：第145回、第146回、第182回、第183回）
- 愛美（ジュリア 役：第149回、第150回）
- Machico（伊吹翼 役：第153回、第154回）
- 赤﨑千夏（日野茜 役：第155回、第156回）
- 山本希望（城ヶ崎莉嘉 役：第155回、第156回）
- 福原綾香（渋谷凛 役：第157回、第158回、第169回、第170回、第192回、第193回）
- 三宅麻理恵（安部菜々 役：第157回、第158回）
- 鳥羽洋典（テレビアニメ・プロデューサー：第162回、第181回）
- 間島淳司（ぷちます!プロデューサー 役：第167回、第168回）
- 篠崎高志 （構成作家：第181回）
- 中川浩二（BNSI 音楽プロデューサー：第238 - 243回）
- 久保賢一郎（くぼけんP、どんちゃん）（アイドルマスター マストソングスディレクター：第243回）
- 久多良木勇人（クタラギ、かっちゃん）（アイドルマスター マストソングス プロデューサー：第243回）
- 飯田友子（速水奏 役：第247回、第248回）
- 佐藤亜美菜（橘ありす 役：第247回、第248回）
- 諏訪彩花（徳川まつり 役：第249回、第250回）

アイマスタジオ サテライトステーション
ニコニコ生放送にて配信。
- 第1回（2011年4月17日） - 仁後真耶子、下田麻美、長谷川明子、浅倉杏美
- 第2回（2011年6月4日） - 沼倉愛美、原由実、浅倉杏美
- 第3回（2011年10月26日） - 沼倉愛美、浅倉杏美、ブンケイP

## ラジオCD
ラジオCD「iM@STUDIO」Vol.1
2011年9月23日発売。コミックマーケット80で先行販売された。CD2枚組で、Disc1は撮り下ろし（オーディオCD）、Disc2は第1回 - 第4回の放送をMP3形式で収録したデータCDとなっている。撮り下ろしパートのゲストは長谷川明子・平田宏美。ジャケットイラストは黒瀬浩介。
ラジオCD「iM@STUDIO」Vol.2
2011年11月23日発売。CD2枚組で、データCDには第5回 - 第12回の放送とプレ放送第1回をMP3形式で収録し、オーディオCDの撮り下ろしパートではゲストとして下田麻美・原由実が出演する。ジャケットイラストは坂野杏梨。
ラジオCD「iM@STUDIO」Vol.3
2012年1月25日発売。CD2枚組で、データCDには第13回 - 第20回の放送とプレ放送第2回をMP3形式で収録し、オーディオCDの撮り下ろしパートではゲストとして浅倉杏美・沼倉愛美が出演する。ジャケットイラストは零壱。
ラジオCD「iM@STUDIO」Vol.4
2012年4月25日発売（3月31日・4月1日のアニメコンテンツエキスポにて先行販売）。CD2枚組で、データCDには第21回 - 第28回の放送とプレ放送第3回をMP3形式で収録し、オーディオCDの撮り下ろしパートではゲストとしてたかはし智秋・若林直美が出演する。ジャケットイラストはアニメスタッフによるもの。
ラジオCD「iM@STUDIO」Vol.5
2012年6月20日発売。CD2枚組で、データCDには第29回 - 第38回の放送をMP3形式で収録し、オーディオCDの撮り下ろしパートではゲストとして仁後真耶子・沼倉愛美が出演する。ジャケットイラストはアニメスタッフによるもの。2012年7月28日に行われた公開録音の参加応募券が封入された。
ラジオCD「iM@STUDIO」Vol.6
2012年9月26日発売（コミックマーケット82で先行販売された）。CD2枚組で、データCDには第39回 - 第50回の放送をMP3形式で収録し、オーディオCDの撮り下ろしパートではゲストとして赤羽根健治が出演する。ジャケットイラストは過去の公開録音用に書き下ろされたイラスト。
アエイウエオア！
2012年11月14日発売。2012年7月28日に行われた公開録音イベント及びコミックマーケット82で先行販売された。番組主題歌『アエイウエオア！』が収録されている。
ラジオCD「iM@STUDIO」Vol.7
2013年1月30日発売（コミックマーケット83で先行販売された）。CD2枚組で、データCDには第51回 - 第63回の放送をMP3形式で収録し、オーディオCDの撮り下ろしパートではゲストとして滝田樹里が出演する。ジャケットイラストは伊能津。
ラジオCD「iM@STUDIO」Vol.8
2013年12月25日発売。CD2枚組で、データCDには第64回 - 第76回の放送をMP3形式で収録し、オーディオCDの撮り下ろしパートではゲストとして長谷川明子が出演する。
ラジオCD「iM@STUDIO」Vol.9
2014年2月19日発売。CD2枚組で、データCDには第77回 - 第91回の放送をMP3形式で収録し、オーディオCDの撮り下ろしパートではゲストとして仁後真耶子が出演する。ジャケットイラストは楓月誠。
ラジオCD「iM@STUDIO」Vol.10
2014年5月28日発売。CD2枚組で、データCDには第92回 - 第106回の放送をMP3形式で収録し、オーディオCDの撮り下ろしパートではゲストとして平田宏美が出演する。
ラジオCD「iM@STUDIO」Vol.11
2014年6月25日発売。CD2枚組で、データCDには第107回 - 第121回の放送をMP3形式で収録し、オーディオCDの撮り下ろしパートではゲストとして浅倉杏美が出演する。
ラジオCD「iM@STUDIO」Vol.12
2014年8月27日発売。CD2枚組で、データCDには第122回 - 第136回の放送をMP3形式で収録し、オーディオCDの撮り下ろしパートではゲストとして沼倉愛美が出演する。
ラジオCD「iM@STUDIO」Vol.13
2014年10月29日発売。CD2枚組で、データCDには第137回 - 第151回の放送をMP3形式で収録し、オーディオCDの撮り下ろしパートではゲストとして滝田樹里が出演する。
ラジオCD「iM@STUDIO」Vol.14
2014年12月24日発売。CD2枚組で、データCDには第152回 - 第166回の放送をMP3形式で収録し、オーディオCDの撮り下ろしパートではゲストとして原由実が出演する。
ラジオCD「iM@STUDIO」Vol.15
2015年2月25日発売。CD2枚組で、データCDには第167回 - 第182回の放送をMP3形式で収録し、オーディオCDの撮り下ろしパートではゲストとして下田麻美が出演する。
ラジオCD「iM@STUDIO」Vol.16
2015年6月10日発売。CD3枚組で、データCDには第183回 - 第191回、第192回 - 第200回の放送をMP3形式で2枚にわけて収録し、オーディオCDの撮り下ろしパートではゲストとして長谷川明子が出演する。
ラジオCD「iM@STUDIO」Vol.17
2015年9月30日発売。DVD2枚とCD1枚による計3枚組で、データCDには第201回 - 第215回の放送をMP3形式で収録し、DVDには公開録音「アイマスタジオ to you!～SPECI@L T@LKING ULTR@ R@DIO～」を収録。
ラジオCD「iM@STUDIO」Vol.18
2016年3月30日発売。CD3枚組で、データCDには第216回 - 第237回の放送をMP3形式で収録し、オーディオCDには2015年10月に東京スカイツリーソラマチスタジオで行われたゲリラ公開録音を収録。
ラジオCD「iM@STUDIO」Vol.19
2016年11月2日発売。CD1枚とDVD1枚の2枚組で、データCDには第238回 - 最終回第252回の放送をMP3形式で収録し、DVDには静岡県河津町に中村・今井が満開の桜を探しに行くお花見ロケの模様とニコニコ生放送で配信された特別最終回「Together with you!!」を収録。
ラジオCD「iM@STUDIO」Vol.19限定生産盤 通常配信回コンプリートBOX
2016年11月11日発売。DVD4枚組で、3枚のデータDVDにはプレ配信第1回 - 第3回、通常配信第1回 - 最終回第252回の放送をMP3形式で収録。DVD-DISCはVol.19のDVDと同内容。Vol.1～Vol.18の新録音声・映像は収録されてない。

## 公開録音
ラジオ『iM@STUDIO』 公開録音&ミニLIVE〜みんなとすごす夏休み with えりっくくらぷとりん〜
2012年7月28日に東京都渋谷区代々木の山野ホールで行われた。ゲストは平田宏美、原由実。この模様は第70回に放送された。
HiBiKi Radio Station × THE IDOLM@STER 春のP祭り 昼公演 〜アイマスタジオの部〜
2013年4月13日に東京都新宿区の日本青年館大ホールで行われた。ゲストは大橋彩香、福原綾香、佳村はるか。なお、同イベント夜公演にて、『デレラジ』の公開録音も同時に行われた。